# Lago Nipigon
El lago Nipigon es un gran lago de Canadá, situado en la provincia de Ontario.

## Geografía

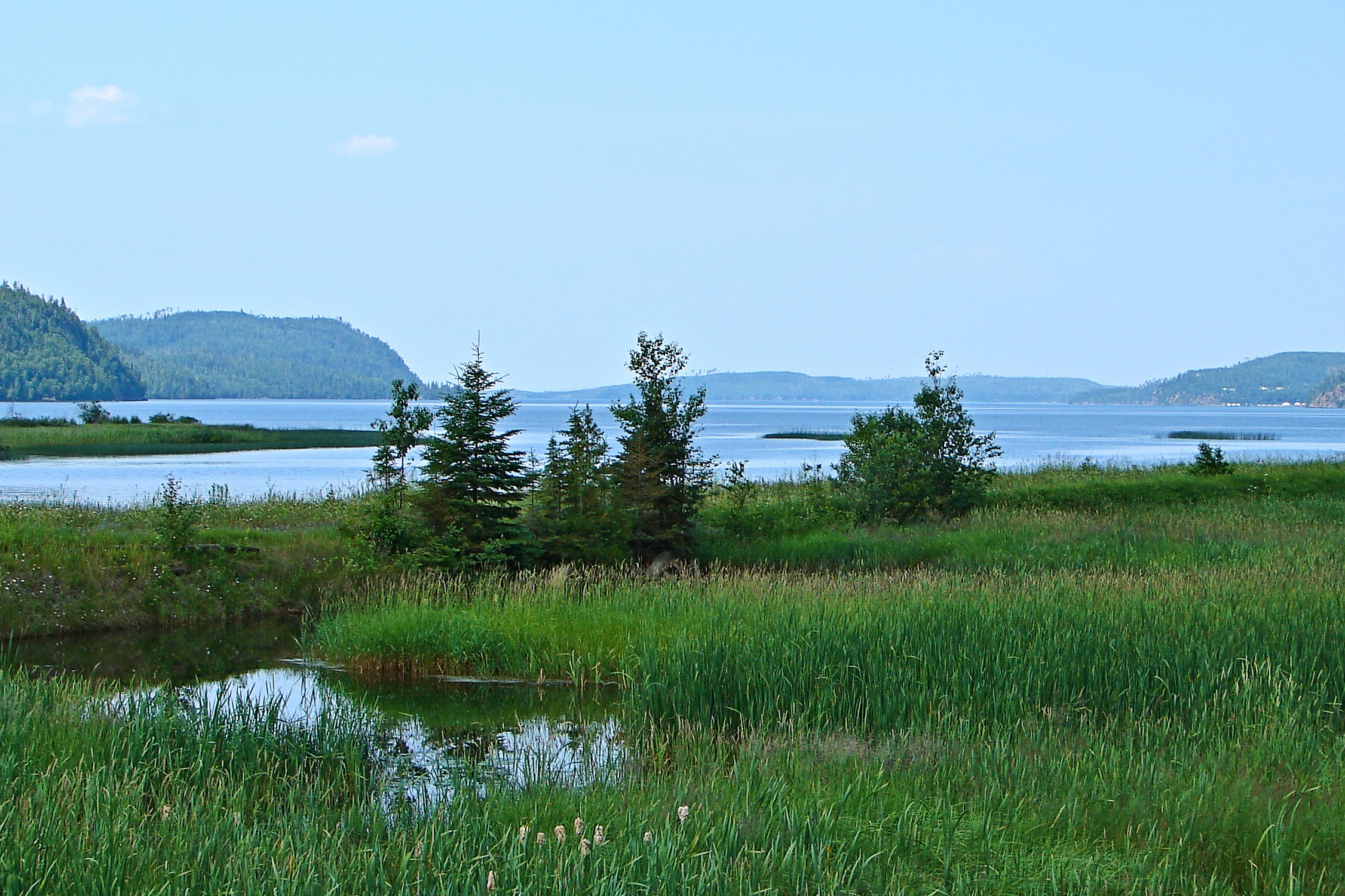
Bahía Orient, Lago Nipigon

El lago Nipigon es el mayor lago de los situados enteramente en Ontario. Está situado aproximadamente a 120 km al norte de la ciudad de Thunder Bay. A veces es descrito como el sexto de los Grandes Lagos. Situado a 260 metros sobre el nivel del mar, el lago vierte sus aguas en el lago Superior a través del río Nipigon en la bahía de Nipigon.
El lago tiene una superficie (islas del lago incluidas) de 4.848 km². Las islas más grandes son la isla Geikie, Katatota, Kelvin, Logan, Murchison, Murray, Shakespeare y la isla del Caribú. La profundidad máxima es de 165 metros. Tiene una longitud de 110 km y una anchura máxima de 80 km.
El lago es conocido por sus colinas dominantes y por sus playas de arenas negras. Este color negro-verdoso está causado por la presencia de partículas finas de un mineral denominado piroxeno. La región del lago es una zona importante de hábitat para el caribú de los bosques.

## Historia
El jesuita francés Claude Allouez celebró la primera misa cerca del río Nipigon el 29 de mayo de 1667. Visitó el pueblo de los indios nipissing, que se habían refugiado en la región tras el ataque de los iroqueses en 1649-50. En los escritos del jesuita, el lago fue nombrado lago «Alimibeg», «Alemipigon» o «Alepigon». En el siglo XIX, fue llamado frecuentemente «lago Nepigon». 
En 1683, el explorador y comerciante de pieles francés Daniel Greysolon, sieur du Lhut estableció un puesto comercial llamado Fort Tourette, en reconocimiento a su hermano Claude Greysolon de la Tourette. Una carta de 1685 de Nueva Francia situaba el fuerte en la bahía Ombabika en el nordeste del lago. Una copia de esta carta puede ser vista en la biblioteca de la Universidad de Brock. 
El 17 de abril de 1744, el conde de Maurepas, ministro de la Marina, informó a los funcionarios canadienses que Jean de La Porte debía recibir «la piel ferme» (las ganancias) del lago Alemipigon, a partir de aquel año como una recompensa por sus servicios en Nueva Francia.
El puesto estuvo activo hasta el fin del régimen francés. Después del tratado de París (1763), la zona pasó a ser inglesa y la Compañía de la Bahía de Hudson extendió su zona comercial en el lago. Aunque formaba parte integrante del Imperio británico, los indios ojibwés no cedieron la zona del lago Superior hasta el año 1850, con el Tratado de Robinson. Tras el tratado se creó una pequeña reserva para el jefe indio Mishe-muckqua al lado del lago Nipigon. En 1871, el lago se integró en el nuevo distrito de Thunder Bay. En 1908 se integró el municipio de Nipigon y el de Greenstone (comprendiendo Orient Bay, MacDiarmid, Beardmore, Nakina, Longlac, Caramat, Jellicoe y Geraldton) en el 2001. En 1943, Canadá y Estados Unidos acordaron desviar hacia el lago Nipigon el agua del río Ogoki, que directamente fluía inicialmente hacia la bahía de Hudson. El agua fue desviada para realizar tres proyectos hidroeléctricos en el río Nipigon.

### Tumba Vikinga
Según Hjalmar R.Holand, fue descubierta una tumba vikinga cerca de Beardmore, en las proximidades del lago.

## Transportes
La línea principal del ferrocarril canadiense pasa por el norte del lago y existen también varias líneas secundarias que circulan por el sudeste del lago. La vía rápida 11 también pasa por el sudeste del lago.

## Pueblos autóctonos
La población autóctona (Obijwé) está compuesta por los pueblos de Animbiigoo Zaagi' igan, de la bahía rocosa, de la punta de la arena, del lago Helen y de la bahía Gull.